# إيفاندورو برانداو
إيفاندورو برانداو (بالبرتغالية: Evandro Brandão‏) هو لاعب كرة قدم أنغولي في مركز الهجوم، ولد في 7 مايو 1991 في لواندا في أنغولا. شارك مع منتخب البرتغال تحت 17 سنة لكرة القدم ومنتخب البرتغال تحت 18 سنة لكرة القدم ومنتخب البرتغال تحت 19 سنة لكرة القدم. أما مع النوادي، فقد لعب مع بلاكبيرن روفرز ومانشستر يونايتد ونادي أولهانينسي ونادي بنفيكا ونادي تونديلا ونادي ريكرياتيفو ديسبورتيفو دو ليبولو ونادي فاتيما ونادي مول فيهيرفار ونادي والسول.

## وصلات خارجية
- إيفاندورو برانداو على موقع قاعدة بيانات كرة القدم.إي يو (الإنجليزية)
- إيفاندورو برانداو على موقع ناشيونال فوتبول تيمز (الإنجليزية)
- إيفاندورو برانداو على موقع Soccerway.com (الإنجليزية)
- إيفاندورو برانداو على موقع عالم كرة القدم.نت (الإنجليزية)